# Charles Dupuy

Charles Dupuy

Charles Alexandre Dupuy (Le Puy-en-Velay, 5 november 1851 - Ille-sur-Têt, 23 juli 1923) was een Frans politicus die meerdere malen premier en waarnemend president is geweest.

## Biografie
Hij werd geboren als zoon van een overheidsambtenaar in Auvergne. Dupuy was hoogleraar filosofie en inspecteur aan de École Normale Supérieure in Parijs. In 1885 werd hij als republikeinse opportunist in de Kamer van Afgevaardigden (Chambre des Députés) gekozen en hield zich als Kamerlid vooral bezig met onderwijsvraagstukken. Op 6 december 1892 werd hij minister van Onderwijs en Kerkelijke Zaken in het kabinet-Ribot. In hetzelfde jaar werd hij onderminister van Binnenlandse Zaken. In die functie organiseerde hij de repressie van de onlusten in het Quartier Latin (Latijnse Kwartier) van Parijs (1892). In 1893 gaf hij opdracht tot onderdrukking van samenscholingen van vakbonden.

## Premier
Op 4 april 1893 volgde hij Alexandre Ribot op als premier (Président du Conseil) en minister van Binnenlandse Zaken op. Eind november 1893 nam hij als premier ontslag en op 5 december van dat jaar werd hij voorzitter van de Kamer van Afgevaardigden. Zeer kort na zijn aantreden als kamervoorzitter wierp de anarchist Auguste Vaillant een bom naar Dupuy, die ongedeerd bleef. Terwijl de kamerleden ernstig geschokken waren nam volgens de overlevering een rustige Dupuy het woord en sprak: "Messieurs, la séance continue" ("Mijne heren, de zitting gaat verder").
Op 30 mei 1894 werd hij opnieuw premier, minister van Binnenlandse Zaken en Kerkelijke Zaken. Een kleine maand later vergezelde hij president Sadi Carnot tijdens diens bezoek aan Lyon. De president werd in bijzijn van premier Dupuy door een anarchist doodgestoken. Na de moord op de president werd Dupuy onmiddellijk aan gesteld tot interim-president. Hij nam deel aan de presidentsverkiezingen van 1894, maar werd niet gekozen. In januari 1895 trad Dupuy, die slecht overweg kon met de nieuwe president, Jean Casimir-Perier, als premier af.
Na het aftreden van president Casimir-Perier op 16 januari 1895 was Dupuy gedurende één dag waarnemend-president.
Onder Dupuy's tweede termijn als premier werd de Joodse legerkapitein Alfred Dreyfus op verdenking van spionage voor de Duitsers gearresteerd en veroordeeld. Dit was het begin van de Dreyfus-affaire die tot 1906 zou voortduren en uiteindelijk zou leiden tot vrijspraak en rehabilitatie van Dreyfus.
In november 1898 besloot premier Henri Brisson eindelijk tot de herziening van zaak Dreyfus. Brisson trad direct hierna als premier af en de neutraal geachte Dupuy werd voor de derde maal premier, minister van Binnenlandse Zaken en Kerkelijke Zaken. Van Dupuy en zijn kabinet werd verwacht dat zij ferm zouden optreden tegen anti-Dreyfus-demonstraties mocht Dreyfus worden vrijgesproken.
Op 4 juni 1899 werd president Émile Loubet tijdens de paardenrennen op de Hippodrome d'Auteuil aangevallen door de nationalist en anti-Dreyfusard baron Cristiani en met een wandelstok geslagen. De politieagenten die aanwezig waren grepen direct in en arresteerden Cristiani onmiddellijk. Dreyfusards beschuldigden Dupuy zowat van medeplichtigheid, omdat zij vonden dat de politieagenten veel te zachtjes hadden ingegrepen. Dupuy zag dit als een motie van wantrouwen en diende op 9 juni zijn ontslag in bij president Loubet.
Na zijn premierschap was Dupuy voor het departement Haute-Saône (1900-1923) lid van de Senaat (Sénat). Hij overleed op 71-jarige leeftijd.

## Verwijzing
1. ↑  The Dreyfus Affair, chronologie samengesteld door dr. Jean-Max Guieu, Georgetown University. Gearchiveerd op 19 september 2022.
2. ↑  Volgens sommige bronnen speelde de gebeurtenis zich af op de Hippodrome de Longchamp.

- Bibliothèque nationale de France: cb121699115 (data)
- Gemeinsame Normdatei: 1020703954
- International Standard Name Identifier: 0000 0000 0076 3164
- Système universitaire de documentation: 12253008X
- Virtual International Authority File: 14811078
- WorldCat: E39PBJx4kfv6trHkKcCdX7bGHC